# Monarquía en Georgia
La Monarquía en Georgia fue la forma de gobierno que perduró en el país del Cáucaso desde su fundación como Reino en la época medieval hasta la anexión del Imperio Ruso.
Georgia cuenta con una tradición monárquica cuyos orígenes se remontan al período helenístico. El reino medieval de Georgia, gobernado por la dinastía Bagrationi, ha dejado un legado que perdura en incluso en la actualidad. Las cualidades y símbolos asociados con la monarquía Bagrationi han sido cruciales en la formación de la nación georgiana y la posterior construcción de la historia nacional. Su gobierno terminó con la anexión del territorio georgiano por parte del Imperio ruso a principios del siglo XIX, aunque varias ramas de la dinastía sobreviven hasta el día de hoy. La restauración monárquica fue planteada por diversos grupos realistas a lo largo del siglo XX. Aunque la política de Georgia se ha desarrollado en el marco de una república semipresidencial desde que el país recuperó su independencia de la Unión Soviética en 1991, el debate sobre la monarquía, en particular su forma constitucional, en realidad nunca ha cesado. La cuestión surgió más recientemente en medio de una crisis política a finales de 2007.

## Era Imperial Rusa
El Imperio ruso absorbió los dos principales reinos georgianos, los de Kartli-Kakheti e Imereti en 1801 y 1810, respectivamente. Los miembros de la dinastía real desposeída fomentaron una serie de rebeliones contra el gobierno ruso, pero todas ellas fracasaron. La administración rusa, utilizando una combinación de pacificación militar y persuasión diplomática, logró ganarse un cierto grado de lealtad de las élites locales. Los propios príncipes Bagrationi posteriormente se doblegaron ante lo inevitable y se reconciliaron con un hecho consumado.
Poco después de la revuelta decembrista de 1825, los georgianos monárquicos de San Petersburgo y Moscú, incitados por los nietos del penúltimo rey de Georgia Erekle II , los príncipes Okropir y Dimitri , intentaron convencer a los estudiantes georgianos de las dos ciudades rusas de que Georgia debía ser independiente bajo la dinastía Bagrationi. Okropir visitó Tiflis en 1829 y ayudó a fundar una sociedad secreta con el objetivo de restaurar la monarquía georgiana. Inspirados por la revolución francesa de 1830 y la insurrección polaca de 1830-1831 , los conspiradores estaban unidos en su sentimiento antirruso pero divididos en su programa aunque la mayoría favorecía una restauración de los Bagrationi en el trono georgiano. El golpe planeado fue impedido por la policía en 1832.
La lealtad de la nobleza georgiana al zar ruso , ganada por la política liberal del virrey imperial, el príncipe Vorontsov (1844-1854), comenzó a desvanecerse en la década de 1860. Sin embargo, después de la conspiración liderada por los monárquicos georgianos en 1832, ningún movimiento o partido político georgiano pidió una independencia total hasta la Primera Guerra Mundial.
Durante los años de la Primera Guerra Mundial, los emigrados georgianos, bajo la dirección del príncipe Matchabelli, establecieron un Comité Nacional en Berlín que estudiaba la posibilidad de restablecer una monarquía en Georgia bajo el protectorado alemán . Un influyente defensor de la idea fue Otto von Lossow, que sugirió poner al príncipe alemán Joaquín de Prusia en el trono georgiano. Sin embargo, tras la Revolución rusa de 1917 , los georgianos restauraron su estado independiente en forma de república democrática (26 de mayo de 1918), resultado de un largo dominio de la escena política georgiana por parte de los socialdemócratas . La nobleza georgiana, incluidos los vástagos de la antigua dinastía real, prestaron su apoyo a una nueva república. Como señaló un observador occidental contemporáneo: "Al igual que la de Francia, la nobleza georgiana tiene un significado social más que político. El pueblo es democrático de espíritu; no hay la menor posibilidad de un renacimiento de la monarquía en Georgia, y los nobles difícilmente tendrán más peso político que el que les corresponde por sus méritos individuales".

## Era Soviética
La República Democrática de Georgia cayó ante la invasión del Ejército Rojo de la Rusia soviética en 1921. Las represiones políticas posteriores, especialmente durante el fallido Levantamiento de Agosto de 1924, obligaron a muchos miembros de la familia Bagrationi a huir de la Unión Soviética ; algunos de ellos murieron en las purgas.
Uno de los emigrados, el príncipe Irakli de la Casa de Mukhrani (una rama colateral de la dinastía Bagrationi) (1909-1977), intentó conseguir el apoyo de las potencias europeas para una causa monárquica georgiana. Después de establecerse en España antes de la Segunda Guerra Mundial, el príncipe Irakli fundó lo que llamó la Casa Real de Georgia y buscó el apoyo de los gobiernos europeos para una monarquía georgiana independiente de la Unión Soviética de Stalin. Cuando el príncipe Irakli murió en España en 1977, su hijo Jorge se convirtió en el primero en la sucesión a la casa real de Georgia y fue reconocido como tal, aunque como una formalidad, por el gobierno y el parlamento de la nueva república independiente en 1991, a pesar de las reivindicaciones rivales de otros.Sin embargo, los derechos legítimos de la rama Mukhrani, aunque genealógicamente superior, al trono han sido cuestionados debido a que los descendientes patrilineales del último rey de Kartli-Kakheti en reinar en el este de Georgia – los Bagration-Gruzinsky – aún sobreviven en Georgia, aunque cerca de la extinción. Esta línea está representada por el príncipe Nugzar Bagration-Gruzinsky (nacido en 1950), el heredero masculino del último rey reinante de Kartli-Kakheti, Jorge XII.
Sin embargo, las dos ramas actuaron para resolver este conflicto uniéndose a través del matrimonio del príncipe David Bagrationi-Mukhraneli con la hija mayor de Nugzar, Anna Bagration-Gruzinsky, en febrero de 2009. El príncipe David y la princesa Ana se convirtieron en padres de un niño el 27 de septiembre de 2011, el príncipe Giorgi Bagration Bagrationi, quien, en su persona, une potencialmente las reivindicaciones de Mukhraneli y Gruzinsky. Si no nace ningún otro príncipe Bagrationi en la rama Gruzinsky o Mukhraneli que sea de descendencia superior por primogenitura, y sobrevive a los que viven ahora, el Príncipe Giorgi se convertirá en el heredero varón de la Casa de Bagrationi y en el heredero general de Jorge XIII de Kartli-Kakheti.
Sin embargo, se ha especulado sobre la candidatura de otros Bagrationi al trono restaurado. Algunos monárquicos han mencionado el nombre de Don Lelio Nicolò Orsini, hijo de Don Raimondo Orsini y la Princesa Khétévane Bagration de Moukhrani,pero la propia Princesa Khétévane rechazó la idea por considerarla imposible.
A medida que Georgia avanzaba hacia su independencia de la Unión Soviética a principios de la década de 1990, la restauración monárquica era un tema marginal en la política, pero sin candidatos reales al trono ni apoyo popular a la monarquía. Varios grupos políticos georgianos intentaron negociar el regreso de Jorge de Bagration, jefe de la Casa Real de Georgia, e incluso enviaron una delegación a Madrid para persuadir al reticente príncipe. Algunos activistas políticos, especialmente aquellos asociados con el Partido Nacional Democrático, especularon que una monarquía constitucional en Georgia ayudaría a frustrar cualquier intento de Moscú de mantener a Georgia dentro de la Unión Soviética. Después de la declaración de independencia de Georgia el 9 de abril de 1991, grupos de oposición débiles y conflictivos volvieron a plantear la cuestión de la restauración con la esperanza de neutralizar a Zviad Gamsakhurdia, el primer presidente elegido popularmente de Georgia, y sus tendencias autoritarias.
Durante el gobierno de Eduard Shevardnadze (1992-2003) no se consideró seriamente las ideas monárquicas, aunque varios partidos políticos menores, incluida la Unión de Tradicionalistas Georgianos, liderada por el expresidente parlamentario Akaki Asatiani, siguieron defendiendo la monarquía constitucional como una alternativa viable para el gobierno de Georgia.

## Debate moderno
El debate sobre una monarquía constitucional se revitalizó con la crisis política que surgió en Georgia a finales de 2007. El sermón del 7 de octubre de 2007 del patriarca (catholicós) Ilia II, líder popular de la Iglesia ortodoxa georgiana, dio impulso a un renovado debate político. El patriarca, que siempre simpatizó con la idea de la monarquía constitucional, dijo durante su servicio dominical en la Catedral de la Santísima Trinidad que la restauración de la dinastía real era un "sueño deseable del pueblo georgiano". También destacó que si el pueblo de Georgia opta por este modelo de gobierno, "el candidato a la corona debe ser seleccionado entre los representantes de la dinastía real, y debe ser criado adecuadamente para ser rey desde la infancia".
El sermón del Patriarca dio una continuación inesperada a la crisis política en Georgia. Aunque las simpatías del Patriarca hacia la monarquía no son algo nuevo para los feligreses comunes, varios partidos de la oposición aprovecharon inmediatamente la oportunidad para promover su lema "Georgia sin presidente", una referencia al modelo de gobierno parlamentario defendido por la oposición georgiana. Muchos políticos expresaron su apoyo a una monarquía constitucional, con una etapa de transición en forma de república parlamentaria.
La respuesta de las autoridades a los pedidos de una monarquía fue moderada. Nino Burjanadze, copresidente del Parlamento de Georgia, expresó su escepticismo sobre la idea y afirmó que Georgia no podrá decidir sobre una cuestión tan importante hasta que se restablezca su integridad territorial, refiriéndose a la secesión de Abjasia y Osetia del Sur. El presidente Mijail Saakashvili, tras comentar en broma su remota ascendencia bagrátida, dijo que "es necesario considerar seriamente esta cuestión para no añadir nuevos problemas a los ya existentes".Giga Bokeria, un influyente miembro del parlamento del Movimiento Nacional Unido de Saakashvili, intentó restar importancia a la declaración del patriarca: "El patriarca no sugirió establecer una monarquía hoy. Quería decir que esto podría suceder después de que Georgia resuelva sus problemas fundamentales".Más tarde alegó que el llamado de la oposición a una monarquía constitucional era meramente una maniobra populista: "Hablan de monarquía constitucional aquí y no dicen nada al respecto en el extranjero. Esta es su política de doble rasero".El propio Ilia II ha evitado hacer más comentarios sobre el tema.
Mientras tanto, el partido opositor Nuevos Derechos, que se mantuvo al margen de las manifestaciones antigubernamentales organizadas por una coalición de diez partidos de oposición en octubre y noviembre de 2007, se convirtió en el único grupo político importante en añadir a su agenda una visión más matizada sobre el establecimiento de una monarquía constitucional. Emitieron una declaración especial apoyando la idea y proponiendo celebrar un referéndum sobre el tema, una sugerencia que también fue incluida en la campaña preelectoral de David Gamkrelidze, un candidato del bloque Nuevas Derechas/Industrialistas para las elecciones presidenciales anticipadas celebradas el 5 de enero de 2008.
La opción de una monarquía siempre ha provocado una resonancia ambigua en Georgia. Por un lado, la monarquía se considera un símbolo de la unidad e independencia de Georgia y, por otro, pertenece a un pasado remoto, con una brecha significativa de más de 200 años en la tradición monárquica. Así, según una encuesta realizada en 1998, sólo el 16,3% de los 828 encuestados creían que una monarquía sería una buena o muy buena forma de gobierno para Georgia cuando se les preguntó si creían que los distintos tipos de gobierno eran o serían adecuados para Georgia.
Los escépticos dicen que la restauración de la monarquía es técnicamente imposible debido a varias razones, incluido el número de candidatos y una cuestión pendiente de sucesión al trono georgiano. Además, creen que los criterios para elegir al rey darán lugar a grandes desacuerdos. El nacimiento del príncipe Giorgi Bagration Bagrationi en septiembre de 2011, cuya persona unirá potencialmente a las dos principales ramas supervivientes de la familia, puede ayudar a disminuir ese escepticismo.
Los partidarios de la monarquía constitucional siguen argumentando que esta forma de Estado protegería mejor los intereses de los ciudadanos de Georgia; un monarca "reinaría, no gobernaría", y actuaría como salvaguarda de la estabilidad y la unidad nacional. Consideran el retorno a la monarquía como una "justicia histórica", haciendo referencia al hecho de que la dinastía real nativa nunca fue rechazada o derrocada por el pueblo georgiano, sino que fue desposeída por una potencia extranjera (es decir, Rusia ).
El 16 de diciembre de 2018, el príncipe David Bagration de Mukhrani fue invitadoa la inauguración en una antigua residencia real de la primera presidenta de Georgia, Salomé Zourabichvili.Mientras era líder del partido de oposición El Camino de Georgia, Zourabichvili dijo en octubre de 2008: “Siempre he sido partidario de la monarquía constitucional como la forma correcta para Georgia. Pero esta cuestión deberá resolverse después de las elecciones en el país. Ahora lo más importante es sacar al país de la crisis y prepararlo para las próximas elecciones, y entonces decidir si necesitamos la institución del presidente. Personalmente creo que la república presidencialista no tiene justificación en nuestro país y hay que pensar en pasar a un sistema de monarquía constitucional''.
A partir de 2024, el partido, Idea Georgiana, apoya la restauración de la monarquía en Georgia.

## Encuestas públicas
| Fecha                  | Encuestadora   | Pregunta                                                                 | Sí    | No    | No hay respuesta | Fuente: |
| ---------------------- | -------------- | ------------------------------------------------------------------------ | ----- | ----- | ---------------- | ------- |
| 23 de octubre de 2007  | Kviris Palitra | "¿Apoya usted la idea de una transición a una monarquía constitucional?" | 45%   | 29,6% | 25,4%            | [ 30 ]  |
| 4 de noviembre de 2013 | Gran política  | "¿Debería Georgia tener un rey?"                                         | 78,9% | 21,0% | -                | [ 31 ]  |
| 5 de noviembre de 2013 | Barrera        | ¿Debe restaurarse la monarquía en Georgia?                               | 56,8% | 42,4% | -                | [ 32 ]  |